# Laura Oprea
Laura Oprea (Nisiporești, 19 de febrero de 1994) es una deportista rumana que compitió en remo.
Participó en los Juegos Olímpicos de Río de Janeiro 2016, obteniendo una medalla de bronce en la prueba de ocho con timonel.
Ganó una medalla de oro en el Campeonato Mundial de Remo de 2017 y cinco medallas en el Campeonato Europeo de Remo entre los años 2014 y 2017.

## Palmarés internacional
| Juegos Olímpicos   | Juegos Olímpicos          | Juegos Olímpicos  | Juegos Olímpicos |
| Año                | Lugar                     | Medalla           | Prueba           |
| ------------------ | ------------------------- | ----------------- | ---------------- |
| 2016               | Río de Janeiro (Brasil)   | Medalla de bronce | Ocho con timonel |
| Campeonato Mundial |                           |                   |                  |
| Año                | Lugar                     | Medalla           | Prueba           |
| 2017               | Sarasota (Estados Unidos) | Medalla de oro    | Ocho con timonel |
| Campeonato Europeo |                           |                   |                  |
| Año                | Lugar                     | Medalla           | Prueba           |
| 2014               | Belgrado (Serbia)         | Medalla de plata  | Dos sin timonel  |
| 2015               | Poznań (Polonia)          | Medalla de bronce | Dos sin timonel  |
| 2016               | Brandeburgo (Alemania)    | Medalla de bronce | Dos sin timonel  |
| 2017               | Račice (República Checa)  | Medalla de oro    | Dos sin timonel  |
| 2017               | Račice (República Checa)  | Medalla de oro    | Ocho con timonel |